# Siembra de nubes

La siembra de nubes puede ser hecha por generadores en tierra, aviones o cohetes (este último no se muestra en la imagen).

La siembra de nubes es una forma de manipulación del clima. Es el intento de cambiar la cantidad o el tipo de precipitación que cae de las nubes mediante la dispersión de sustancias en el aire que sirven como núcleos de condensación de nubes o núcleos de hielo, que alteran los procesos dentro de la microfísica de las nubes. La intención siempre es aumentar la precipitación (lluvia o nieve), pero la supresión del granizo y la niebla son también ampliamente practicados en los aeropuertos.

## Cómo funciona la siembra de nubes

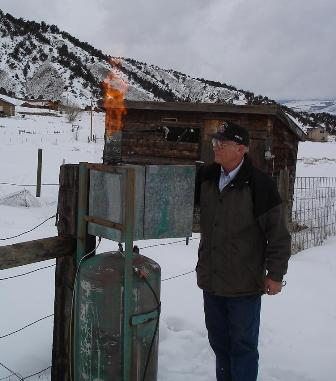
Generador de yoduro de plata.

Las sustancias más comunes utilizadas para la siembra de nubes son el yoduro de plata y el hielo seco (dióxido de carbono congelado). La expansión de propano líquido en gas también se ha utilizado y puede producir cristales de hielo a temperaturas más cálidas que el yoduro de plata. El uso de materiales higroscópicos, tales como la sal, está aumentando en popularidad debido a algunos resultados de investigación prometedores.[cita requerida]
La siembra de nubes requiere que éstas contengan agua líquida sobre enfriada, es decir, en estado líquido por debajo de cero grados Celsius. La introducción de una sustancia como el yoduro de plata, que tiene una estructura cristalina similar a la del hielo, induce la congelación a través de la nucleación de cristales de hielo. El hielo seco o propano al expandirse enfrían el aire hasta tal punto que los cristales de hielo se nuclean espontáneamente desde la fase de vapor. Por lo tanto, a diferencia de la siembra con yoduro de plata, esta nucleación no requiere de gotas o partículas existentes, ya que se produce una muy alta sobresaturación cerca de la sustancia de la siembra. Sin embargo, las gotas de agua existentes son necesarias para que los cristales de hielo se conviertan en partículas suficientemente grandes como para generar precipitaciones.
En latitudes medias, la estrategia se ha basado en el hecho de que la presión de vapor de equilibrio es menor sobre el hielo que sobre el agua. Cuando las partículas de hielo se forman en nubes sobreenfriadas, pueden crecer a expensas de las gotas de líquido. Si hay crecimiento suficiente, las partículas se vuelven lo suficientemente pesadas como para caer en forma de nieve (o, si se fusionan, en forma de lluvia). De otro modo no producen precipitación. Este proceso se conoce como “siembra estática”.
La siembra en nubes convectivas de estación cálida o tropical (cumulonimbus) trata de aprovechar el calor latente liberado por la congelación. Esta estrategia de siembra “dinámica” supone que el calor latente adicional añade flotabilidad, fortalece las corrientes de aire, garantiza más bajo nivel de convergencia, y en última instancia, causa el crecimiento rápido de las nubes seleccionadas adecuadamente.
Los productos químicos pueden ser dispersados por las aeronaves (como en el segundo gráfico) o por dispositivos de dispersión desde el suelo (generadores, como en la primera figura). Para ser liberado por una aeronave, se enciende una bengala de yoduro de plata y se dispersa mientras la aeronave atraviesa la nube. Cuando se liberan por medio de dispositivos en el suelo, las partículas finas se dispersan en dirección del viento y hacia arriba, mediante corrientes de aire ascendente.

## Eficacia
En referencia a los experimentos de modificación del clima de 1903, 1915, 1919, 1944 y 1947, la Federación Australiana de Meteorología había descartado la posibilidad de crear lluvia. En la década de 1950 la División de Radiofísica de la CSIRO se volcó a investigación de la física de las nubes y esperaba comprender mejor estos procesos para 1957. En la década de 1960 el sueño de hacer llover había desaparecido sólo para resurgir luego de la formación del Plan Snowy Mountains como una corporación, a fin de lograr una cantidad de agua “por encima de la meta”. Esto proporcionaría una mayor generación de energía, beneficiando a los organismos públicos, que eran sus principales propietarios.
Un desafío clave es discernir cuánta precipitación habría ocurrido si las nubes no se hubieran sembrado. En general, hay acuerdo en que, en invierno, la siembra de nubes sobre las montañas producirá nevadas, expresadas por las organizaciones profesionales. No hay evidencia estadística de un aumento estacional de precipitaciones de alrededor de 10 % con la siembra de invierno. La Organización Meteorológica Mundial ha indicado que la siembra de nubes produce resultados positivos en muchos casos, pero que depende de muchos factores como la especificidad de las nubes, velocidad y dirección del viento, el terreno, etc.
El gobierno de Estados Unidos, a través de su Centro Nacional de Investigación Atmosférica, ha analizado nubes sembradas y no sembradas para comprender las diferencias entre ellas, y ha llevado a cabo la siembra de investigación en otros países.

## Impacto sobre el ambiente y la salud
Con una clasificación azul 2 (NFPA 704), el yoduro de plata puede causar incapacidad temporal o posibles daños residuales a los humanos y mamíferos, con una exposición intensa o continua, pero no daños crónicos. Sin embargo, ha habido varios estudios detallados ecológicos que mostraron un impacto insignificante en el ambiente y la salud.
La toxicidad de los compuestos de plata ha demostrado ser de bajo orden en algunos estudios. Se toma en consideración que una cantidad de yoduro de plata empieza a ser tóxica para el ser humano a partir de las 50 partes por millón, mientras, se señala que las siembras de nubes comprenden concentraciones máximas de 0,1 partes por millón. Estos hallazgos probablemente son resultado de las pequeñas cantidades de plata que genera la siembra de nubes, que son 100 veces menores que emisiones de la industria a la atmósfera en muchas partes del mundo, o la exposición individual en empastes dentales. La acumulación en el suelo, la vegetación y el escurrimiento superficial no es suficiente como para medir sobre el ambiente.
La siembra de nubes sobre el Parque nacional Kosciuszko es problemática porque hubo varios cambios rápidos de la legislación ambiental para permitirlo. Los ambientalistas están preocupados por la captación de plata elemental en un entorno altamente sensible que afecta a la comadreja pigmea entre otras especies, así como las recientes floraciones de algas en los lagos glaciares, que antes no ocurrían. Unos 50 años de investigación y análisis por el ex Snowy Mountains Authority llevó a la cesación de la siembra de nubes programada en la década de 1950 con resultados definitivos. Anteriormente, la siembra de nubes había sido rechazada en Australia por motivos ambientales debido a las preocupaciones sobre las especies protegidas. Como el yoduro de plata, y no la plata elemental, es el material de siembra de nubes, las reivindicaciones de los efectos ambientales negativos de la plata son cuestionadas por investigaciones evaluadas por expertos de la Asociación de Modificación del Clima

## Historia

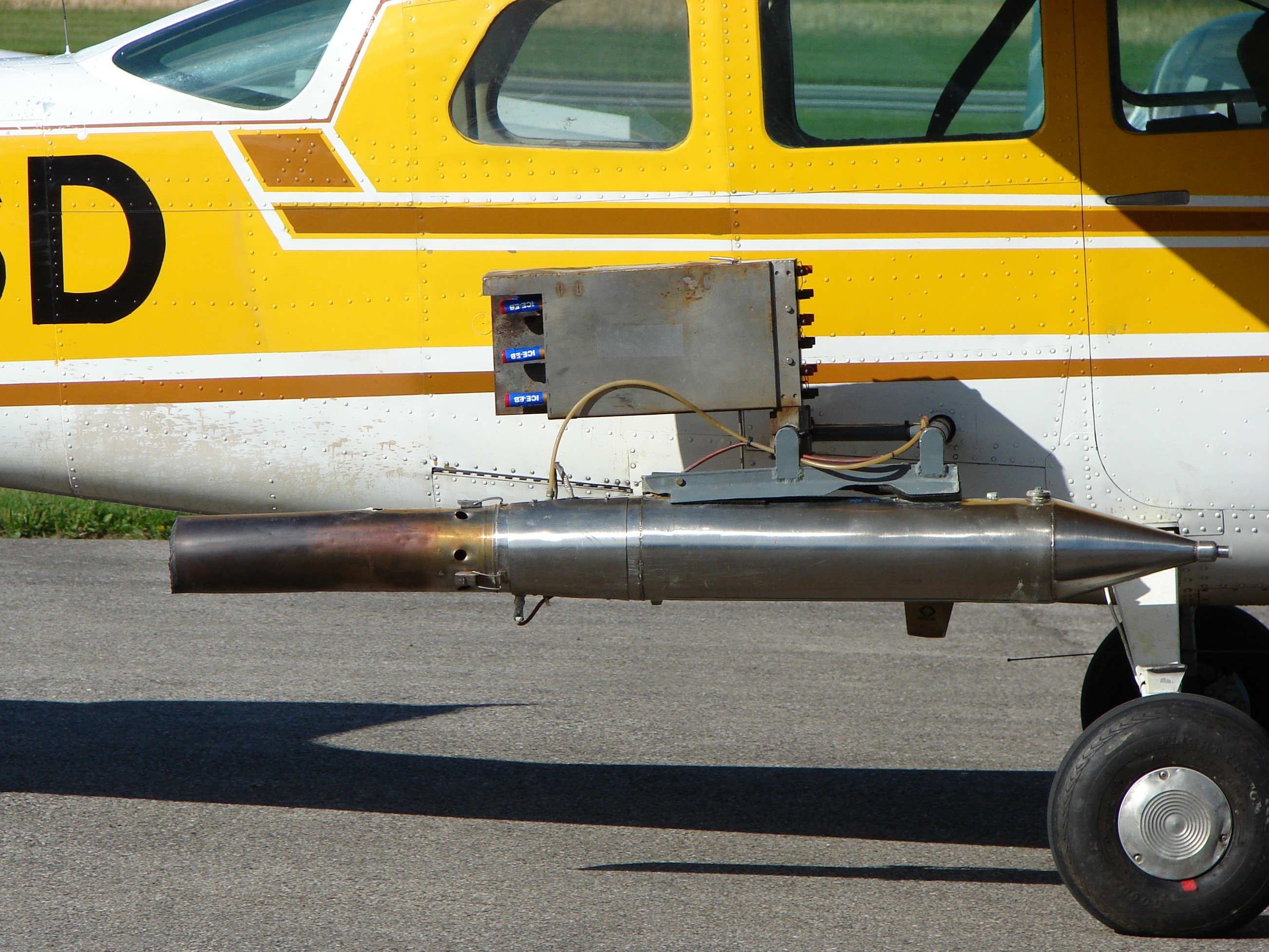
Cessna 210 con el equipo para sembrar nubes.

Vincent Schaefer (1906-1993) descubrió el principio de la siembra de nubes en julio de 1946 a través de una serie de eventos casuales. A raíz de las ideas que surgieron entre él y el Premio Nobel Irving Langmuir, Schaefer, investigador asociado de Langmuir, creó una manera de experimentar con las nubes sobreenfriadas utilizando una unidad de congelación forrada con terciopelo negro. Intentó con cientos de agentes capaces de estimular el crecimiento de cristales de hielo (talco, sal, suelos, polvo y varios agentes químicos con efectos menores). Entonces, un día de julio caluroso y húmedo quiso intentar algunos experimentos en el Laboratorio de Investigación de General Electric en Schenectady, en el estado de Nueva York. Estaba consternado al ver que el equipo refrigerador no era lo suficientemente frío para producir una nube a partir del aire. Al añadir un pedazo de hielo seco sólo para bajar la temperatura y al respirar en la cámara, notó un vapor azulado seguido de una explosión de millones de pequeños cristales de hielo, que reflejaban los rayos de luz que iluminaban una sección transversal de la cámara. Al instante se dio cuenta de que había descubierto una manera de transformar el agua sobreenfriada en cristales de hielo. El experimento se reprodujo fácilmente y pudo explorar el gradiente de temperatura, estableciendo en −40 °C el límite para el agua líquida.
Ese mismo mes, el colega de Schaefer, el destacado científico atmosférico Bernard Vonnegut (hermano del novelista Kurt Vonnegut) se atribuye el descubrimiento de otro método para “sembrar” nubes de agua muy frías. Vonnegut lleva a cabo su descubrimiento en el escritorio, al buscar información en un texto de química básica y luego probar con yoduros y con plata para producir yoduro de plata. Junto con el Dr. Vonnegut, el profesor Henry Chessin, cristalógrafo, coautor de una publicación en la revista Science, recibió una patente en 1975. Ambos métodos se adoptaron para su uso en la siembra de nubes durante 1946, mientras trabajaba para la Corporación de General Electric en el estado de Nueva York. Schaefer alteró el contenido de calor de la nube, Vonnegut alteró la estructura cristalina de formación. La cristalografía de hielo más tarde jugó un papel en la novela de Kurt Vonnegut. El primer intento de modificar las nubes naturales en el campo a través de la siembra de nubes, comenzó durante un vuelo que se inició en el norte de Nueva York el 13 de noviembre de 1946. Schaefer fue capaz de provocar nevadas cerca de Monte Greylock en el oeste de Massachusetts, después de liberar seis libras de hielo seco en la nube de destino desde un avión.
El hielo seco y yoduro de plata son agentes eficaces en el cambio de la química y física de las nubes sobreenfriadas, por tanto útiles para aumentar las nevadas de invierno en las montañas y en determinadas condiciones, evitar rayos y granizo.
Aunque no es una nueva técnica, la siembra higroscópica para la mejora de las lluvias en las nubes calientes está disfrutando de un renacimiento, basado en algunos indicios positivos de investigaciones en Sudáfrica, México y otros lugares. El material higroscópico más comúnmente utilizado es la sal. Se ha postulado que la siembra higroscópica hace que el espectro de tamaño de las gotas en las nubes sea más marítimo (gotas más grandes) y menos continental, estimulando la lluvia a través de la coalescencia. A partir de marzo de 1967 hasta julio de 1972, militares de Estados Unidos sembraron nubes a fin de ampliar la temporada de los monzones en Vietnam del Norte, específicamente la ciudad de Hồ Chí Minh. La operación resultó en la ampliación del período de monzones en un promedio de 30 a 45 días.
En 1969, en el Festival de Woodstock, varias personas afirmaron haber sido testigo de la siembra de nubes por los militares de Estados Unidos. Se dijo que era la causa de la lluvia que se prolongó durante la mayor parte de la fiesta.
Una organización privada que ofreció durante la década de 1970 la modificación del clima (siembra de nubes desde el suelo usando bengalas de yoduro de plata) fue Irving P. Krick y Asociados de Palm Springs, California. Fueron contratados por la Universidad Estatal de Oklahoma en 1972 para llevar a cabo un proyecto para aumentar la siembra de nubes de lluvia cálida en el lago Carl Blackwell. Ese lago era, en aquel momento (1972-73), el suministro de agua principal de Stillwater, y estaba un nivel peligrosamente bajo. El proyecto no funcionaría durante un tiempo suficientemente largo como para demostrar estadísticamente algún cambio en la variación natural de precipitaciones. Sin embargo, al mismo tiempo, las operaciones de siembra se habían estado desarrollando en California desde 1948.
Un intento de los militares de Estados Unidos de modificar huracanes en la cuenca del Atlántico mediante la siembra de nubes en la década de 1960 fue llamado Proyecto Stormfury. Sólo algunos huracanes fueron sembrados debido a las estrictas reglas que fueron establecidas por los científicos del proyecto. No estaba claro si el proyecto tuvo éxito, aparecieron cambios en la estructura de los huracanes, pero solo temporalmente. El temor de que la siembra de nubes podría cambiar el curso o la potencia de los huracanes y afectar negativamente a las personas en el camino de la tormenta detuvo el proyecto.
Dos agencias federales han apoyado varios proyectos de investigación de modificación del tiempo, comenzados en la década de 1960: Se patrocinaron varios proyectos de siembra de nubes bajo el paraguas del Proyecto Skywater 1964 a 1988, y de la NOAA, llevados a cabo por el Programa de Modificación Atmosférica 1979 a 1993. Los proyectos patrocinados se llevaron a cabo en varios estados y dos países (Tailandia y Marruecos), tanto en invierno como en verano. La financiación para la investigación en los Estados Unidos ha disminuido en las últimas dos décadas.
Un estudio austriaco utilizó yoduro de plata para la prevención de las granizadas entre 1981-2000. La técnica se emplea aún activamente allí.

## Utilización moderna
El mayor sistema de siembra de nubes en el mundo es el de la República Popular China, que considera que aumenta la cantidad de lluvia en varias regiones cada vez más áridas, incluida su capital, Pekín, mediante el disparo de cohetes con yoduro de plata hacia el cielo donde se desea la lluvia. Hay incluso conflictos políticos causados por las regiones vecinas que se acusan mutuamente de “robar la lluvia”, utilizando la siembra de nubes. Cerca de 24 países actualmente practican la modificación del clima. China utilizó la siembra de nubes en Pekín justo antes de los Juegos Olímpicos de 2008 con el fin de limpiar el aire de contaminación, pero hay disputas sobre este hecho. En febrero de 2009, China disparó bastones de yoduro sobre Pekín para inducir artificialmente nevadas, después de cuatro meses de sequía, y sobre otras áreas del norte de China. Las nevadas en Pekín, que rara vez experimenta nevadas, duraron aproximadamente tres días y llevaron al cierre de 12 de las principales carreteras de Pekín. A finales de octubre de 2009, Pekín afirmó que tuvo su primera nevada desde 1987 debido a la siembra de nubes.
En Estados Unidos, la siembra de nubes se utiliza para aumentar las precipitaciones en zonas de sequía, para reducir el tamaño del granizo que se forma en las tormentas, y para reducir la cantidad de niebla en y alrededor de los aeropuertos. La siembra de nubes es a veces usada por los principales centros de esquí para inducir las nevadas. Once estados del oeste y una provincia de Canadá (Alberta) tienen en marcha programas de modificación del tiempo. Una serie de empresas comerciales ofrecen servicios de modificación del clima basado en la siembra de nubes. La USAF ha propuesto su uso en el campo de batalla en 1996, aunque los Estados Unidos firmaron un tratado internacional en 1978, que prohíbe el uso de la modificación del clima con fines hostiles.
En Australia, las actividades de la CSIRO en Tasmania en la década de 1960 tuvieron éxito. La siembra en el área de la Meseta Central logró aumentos en las precipitaciones que normalmente alcanzan el 30 % en otoño. Los experimentos de Tasmania tuvieron tanto éxito que se han llevado a cabo periódicamente en zonas montañosas del Estado.
Pilotos militares rusos sembraron nubes en Bielorrusia después del Accidente de Chernóbil para eliminar las partículas radiactivas de las nubes en dirección a Moscú.
En el Sudeste Asiático, la quema a cielo abierto produce contaminación en el ambiente regional. Se ha utilizado la siembra de nubes para mejorar la calidad del aire mediante precipitaciones.
En Moscú, la Fuerza Aérea de Rusia intentó sembrar las nubes con bolsas de cemento, el 17 de junio de 2008. Una de las bolsas no se pulverizó y cayó sobre el techo de una casa.
En octubre de 2009, el alcalde de Moscú prometió “un invierno sin nieve” para la ciudad después de revelar los esfuerzos de la Fuerza Aérea de Rusia para sembrar nubes de Moscú durante el invierno.
En dos provincias de la Argentina se utiliza la siembra de nubes con yoduro de plata para evitar la caída de granizo. Ambas usan radares meteorológicos de dos bandas de origen ruso. En la provincia de Mendoza, desde el año 2005, el estado provincial se hace cargo de la lucha antigranizo. Se han realizado experimentos científicos tendientes a determinar la efectividad del sistema, los que han indicado que se produce una reducción del 25 % en la caída de granizo. No obstante, para tener cifras definitivas se debe continuar con los estudios pues es necesario contar con varios años de medición para obtener cifras definitivas.
En Chile se realiza un programa de siembra de nubes desde el año 2000 en la cuenca del Río Cachapoal, en la región de O'Higgins. Diversos estudios estadísticos realizados por el Gobierno de Chile, universidades y expertos en el área, han  revelado incrementos de entre un 10 y un 21%. También se han realizado proyectos de siembra en la Región de Valparaíso con positivos resultados.
En Venezuela, en el año 2010, el país afrontó una sequía intensa causada por el fenómeno El Niño que ocasionó incendios forestales, daño de las siembras de múltiples estados y otros perjuicios para la naturaleza y la vida del humano. El Gobierno implementó la siembra de nubes para intentar lograr la recuperación de las siembras que se encontraban en el país y evitar incendios en zonas cercanas a ciudades y poblados.[cita requerida]
Debido a las sequías prolongadas de fines de 1993 y principio de 2022, en el estado de Nuevo León, en México, se comenzó a utilizar la siembra de nubes a partir del mes de junio utilizando 100 litros de yoduro de plata, esto con la esperanza de reducir el impacto de la falta de lluvias.